# Savignone
Savignone (ligur nyelven Savignon) település Olaszországban, Liguria régióban, Genova megyében. Lakosainak száma 3015 fő (2023. január 1.). Savignone Busalla, Casella, Crocefieschi, Mignanego, Valbrevenna és Serra Riccò községekkel határos.

## Népesség
A település lakossága az elmúlt években az alábbi módon változott:
| Lakosok száma | 3186 | 3112 | 3015 |
|               | 2017 | 2018 | 2023 |